# Altnordische Literatur
Die altnordische Literatur umfasst die altdänische, altschwedische, altnorwegische und altisländische Literatur. In Skandinavien gibt es dafür auch die Bezeichnung norröne Literatur. Da der Umfang der altdänischen und altschwedischen Literatur vergleichsweise gering ist, wird der Begriff altnordische Literatur meist synonym für altwestnordische Literatur, das heißt altnorwegische und altisländische Literatur, oft auch nur für altisländische Literatur verwendet. Diese Literatur nimmt in der mittelalterlichen Literatur Europas eine Sonderstellung ein, da sie einerseits bestimmte germanische Gattungen (wie Heldensage und Heldenlied) am besten bewahrt hat, andererseits mit der Gattung der Sagas oder der Isländersagas die einzige umfangreichere, volkssprachliche Erzählprosa Europas von hohem künstlerischem Rang überliefert. Sie gehört daher zu den wertvollsten Teilen des nationalen Kulturerbes Islands. Dies ist nicht zuletzt ein Grund, warum in Island Kultur immer wieder über Literatur definiert wird.

## Die Anfänge
Ihren Ursprung hat die altisländische Literatur, ähnlich wie in anderen Kulturen, in der mündlichen Überlieferung von Götter- und Heldensagen. Nach der Übernahme des Christentums um das Jahr 1000 durch einen Beschluss des Althings, begannen Isländer – beeinflusst durch die in den christlichen Klöstern gepflegte Gelehrsamkeit – die ersten Bücher zu verfassen. Kirchliche Institutionen, vor allem die Bischofssitze in Skálholt und Hólar sowie die Klosterschulen wurden, wie im übrigen mittelalterlichen Europa auch, zu Zentren der Bildung. Seine nicht erhaltene Geschichte der norwegischen Könige soll Sæmundir hinn fróði (Sigfusson) im 12. Jahrhundert noch in lateinischer Sprache verfasst haben. Aber zunehmend schrieben seine Nachfolger in der Landessprache, eine für damalige europäische Verhältnisse außergewöhnliche Innovation.
Der Übersetzer Franz Seewald datiert – unter Beachtung erster Schreibetätigkeiten der isländischen Bistümer Skálholt und Hólar – den Beginn der isländischen „Schreibezeit“ auf das Jahr 1117, als man auf dem Hof Breiðabólstaður in Nordwestisland mit der Aufzeichnung des Landrechts begann.
Die Gesetzessammlung Grágás, aus dem Jahre 1118, gehört zu den ältesten isländischen Schriftzeugnissen.
Der bekannteste Schriftsteller dieser Zeit war der Historiker Ari Þorgilsson (1067 bis 1148). Er verfasste eine Geschichte der Isländer, die von der ersten Landnahme bis in seine Zeit reichte, die Íslendingabók (Das Buch von den Isländern, isl. bók femin). Besondere Berühmtheit erlangte aber seine Landnámabók (Das Buch von der Besiedlung Islands). In drei erhaltenen Fassungen aus dem 13. Jahrhundert wird die Geschichte der Landnahme und die Verwandtschaftsbeziehungen von über 400 Personen aus der sogenannten Landnahmezeit dargestellt.
Der Eindruck, dass die Dichtung ein spezifisch isländisches Phänomen sei, ist nach neuerer Forschung auf die Überlieferungslage zurückzuführen. In Wirklichkeit dürfte es sich um ein Phänomen handeln, das im gesamten Nordseeraum verbreitet war. So fand man in Bergen ein Runenfragment, das auf die Zeit um 1200 datiert wird, mit einem Vers in eddischer Form. Auch Saxo Grammaticus erwähnt in seinem Prolog zur Gesta Danorum Gedichte in dänischer Sprache. Wenn diese als isländischer Export angesehen werden, beruht das auf einem Zirkelschluss: Weil nur Dichtung isländischen Ursprungs bekannt ist, müssen alle übrigen Gedichte in anderen Gegenden isländische Exporte sein.

## Die skaldische Dichtung
Die Gattung der Skaldik umfasst altisländische und altnorwegische Gedichte, die meist in einem spezifischen Stil unter Verwendung von Kenningar verfasst wurden. Das Ideal der Skaldendichtung waren Preislieder im Dróttkvætt, aber es ist auch kürzere und weniger strenge Gelegenheitsdichtung erhalten. Im Gegensatz zur übrigen altnordischen Literatur sind Skaldengedichte grundsätzlich zusammen mit dem Namen des Skalden oder der Skaldin überliefert.

## Die eddische Dichtung
Der Begriff Edda ist doppeldeutig, denn er bezieht sich einerseits auf die sogenannte Lieder-Edda des Codex Regius, eine Sammlung von Götter- und Heldensagen. Die eigentlichen Edda-Lieder werden mit einigen vergleichbaren Heldenliedern und Götterliedern unter dem Begriff „eddische Dichtung“ zusammengefasst.
Andererseits wird mit diesem Namen auch die Snorra-Edda (bzw. Jüngere oder Prosa-Edda) des Snorri Sturluson bezeichnet. Dieses Dichterlehrbuch besteht aus drei Teilen: einer Einführung (Prolog Snorra-Edda) in die Gelehrte Isländische Urgeschichte, aus der frühesten altnordischen Mythologie die Gylfaginning sowie aus zwei poetologischen Teilen, in denen die Dichtkunst der Skalden erklärt wird: Skáldskaparmál und Háttatal.

## Die Sagaliteratur
Isländisch Saga (von segja, „sagen, erzählen“; Pl. sögur) bedeutet Aussage, Mitteilung und Bericht, ein Geschehenes, von dem berichtet wird, und damit Geschichte (Erzählung) im weitesten Sinne. Als Saga gelten nur schriftliche, keine mündlich tradierten Werke. Die erzählende Großform Saga war vorwiegend genealogisch oder biographisch angelegt und ist vermutlich unter dem Einfluss kontinentaler lateinischer Prosaerzählung (Vita bzw. Legende) entstanden.
Saga darf nicht mit dem etymologisch verwandten Sage verwechselt werden. Obwohl die Verfasser der Saga wie die der Sage anonym sind, handelt es sich bei der Saga nicht um Volksdichtung, sondern um eine künstlerisch anspruchsvolle Literatur. 
Der Terminus „Saga“ bzw. „Sagaliteratur“ bezeichnet in der mittelalterlichen Prosa Islands eine Erzählung mit unterschiedlichen Charakteren und Thematiken. Die Sagas sind ein Vorläufer der heutigen Literaturgattung Roman, sehr verschiedene Prosawerke, die nach Herkunft, Stoff, Form, Stil und künstlerischer Qualität sehr unterschiedlich sein können. Ganz allgemein lässt sich die isländische Saga in folgende Gruppen gliedern:
- 11. und 12. Jahrhundert: Heilagra manna sögur (Sagas von Heiligen), Postola sögur (Sagas von Aposteln) und Biskupa sögur (Bischofs-Sagas);
- 1190 bis 1230: die Konunga sögur (die Königssagas);
- 13. Jahrhundert, teilweise noch 14. Jahrhundert: die Íslendinga sögur (die Isländersagas);
- im 13. Jahrhundert: die Samtíðarsögur (die Gegenwartssagas);
- spätes 13. Jahrhundert: die Sturlunga saga (die Sturlungensaga);
- spätes 13. und 14. Jahrhundert: die Fornaldarsögur Norðurlanda (die Vorzeitsagas)
- Ende 13. Jahrhunderts: die originalen und übersetzten Riddarasögur (Ritterromane, höfische Literatur);
- ab Ende 13. Jahrhundert: die Märchensagas (sogenannte Lygisögur).

Zu den Spätformen der Sagaliteratur, die sich im 14. und 15. Jahrhundert zunehmender Beliebtheit erfreuten, gehören die Fornaldarsögur, Riddarasögur, Antikensagas und Märchensagas, deren Kennzeichnung als Lügensagas (altnordisch lygisögur) durch ihre fiktionalen Elemente gerechtfertigt erscheint. Diese Form der Sagagattung wurde sehr stark vom höfischen Epos des europäischen Kontinents beeinflusst, oft erst inspiriert.

### Das historische Schrifttum (Konungasögur)
In den Königssagas wird vor allem das Leben der norwegischen Könige beschrieben. Der berühmteste dieser Texte, die Heimskringla, stammt von dem herausragenden Autor Snorri Sturluson (1178–1241), der sie zu Beginn des 13. Jahrhunderts verfasste. Der Name ist aus den ersten Worten der Saga kringla heimsins … (der Erdkreis) gebildet.
Die älteste der Königssagas, Ágrip af Nóregs konunga sögum (Abriss der Geschichte der norwegischen Könige), entstand gegen Ende des 12. Jahrhunderts. Etwas später, aus dem 13. Jahrhundert, datieren Fagrskinna (das schöne Pergament) und Morkinskinna (das verrottete Pergament). Beide überliefern, aus unterschiedlicher Perspektive, Chroniken norwegischer Könige. Während Snorri Sturlusons Heimskringla bei den alten Uppsalakönigen, nahe der Zeit um Christi Geburt beginnt und bei der Schlacht von Re (1177) endet, setzt die Morkinskinna erst mit dem Jahr 1035 ein. Der Streit um den Quellenwert dieser Werke ist ansatzweise in dem Artikel Sagakritik diskutiert.
Ab 1130 setzte eine neue Qualität der Königssagas ein. Die von Eiríkr Oddsson mit dem Titel Hryggjarstykki (Kalbsfell) verfasste Saga ist die erste Zeitzeugen-Saga der norwegisch-isländischen Geschichtsschreibung. Erik, der den Bürgerkrieg in Norwegen von 1134 bis 1139 selbst erlebt hatte, verfasste aufgrund seiner eigenen Erfahrungen und mit Hilfe der Berichte anderer Zeitzeugen sein verloren gegangenes Werk, aus dem noch Snorri geschöpft haben soll. Seit Eiríks Werk gehen alle weiteren Königssagas auf die Zeitzeugen zurück oder schöpfen aus zeitgenössischen Berichten. Sie sind daher von besonderem Quellenwert.

### Die Isländersagas (Íslendingasögur)
Die Isländersagas (Íslendinga sögur) sind Erzählungen, die zwischen 1200 und 1350 anonym verfasst wurden. In etwa 30 Sagas erzählen die gebildeten Verfasser von Familientraditionen (meist aus der Zeit der Besiedlung Islands), zeitgenössischen Ereignissen, Sagen- und Märchenmotiven sowie frei erfundenen, fiktiven Begebenheiten.
Im Mittelpunkt der Isländersagas stehen Männer und Frauen aus der wohlhabenden Oberschicht des neu besiedelten Islands zwischen 970 und 1030, meist die Nachkommen der ersten Siedler der Landnahmezeit. Die Plots der Sagas thematisieren Konflikte mit dramatischem, oft tragischem Ausgang. Sie erzählen von Landnahme, Streitigkeiten um Land, von Rechtsbrüchen und Rechtsschlichtung, Gesetz und Ordnungsvorstellungen, von Ächtung und Verbannung und von Fehden um Land, Familienehre und Frauen. Gelegentlich fokussieren sie auf die Biographie bedeutender Männer und Frauen und überliefern damit wertvolle Details altnordisch-germanischer Weltanschauung und Ethik. Der Stil der Sagas ist sachlich, beinahe naturalistisch, in der Darstellung psychologisch differenziert, und mit einem feinen Gespür für Persönlichkeit, Charakter und Motivation der Protagonisten, ohne fantastische Elemente. Die Höhepunkte des Geschehens werden durch Dialoge markiert.
Das umfangreichste dieser Werke ist die Brennu Njáls saga um den klugen Njáll und seinen Freund Gunnar von Hlídarendi. In der Laxdaela-Saga steht eine Frau, Guðrún Ósvífursdóttir, zwischen zwei Männern, Kjartan und seinem Freund Bolli. Die Hrafnkels saga behandelt Themen christlicher Ethik, persönlichen Hochmuts und politischer Gerechtigkeit und die Grettis-Saga oder die Gísla saga Súrssonar stellen berühmte isländische Geächtete ins Zentrum der Saga, die sich zuletzt als ihren Gegnern moralisch überlegen erweisen. Der Held der Egils-Saga, die eventuell von Snorri Sturluson verfasst wurde, der hier über einen seiner Vorfahren berichtet, ist wie dieser Dichter und Machtpolitiker.

#### Das Gesellschaftsbild
Die meisten dieser Sagas beziehen nach Preben Meulengracht Sørensen ihren tragischen Konflikt aus dem absolut vorherrschenden Gesichtspunkt der persönlichen Ehre des Mannes. Ihr liege der scharfe Gegensatz maskulin – feminin zu Grunde, bei der jede Grenzüberschreitung Verachtung nach sich ziehe, was den sozialen Tod bedeute. Sogar das Melken einer Kuh ist für den Mann nicht akzeptabel. Das entscheidende Wort in diesem Zusammenhang ist Nið und „arg“, was beides Ehrlosigkeit beinhaltet. Es handelt sich nach Sørensen dabei um eine militante Sexualmoral, bei der die geringste Andeutung des Femininen bei einem Mann zur Rache zwingt, um seine Ehre zu wahren und mit den übrigen Mitgliedern der Gesellschaft auf Augenhöhe bleiben zu können. Daher werde in den demütigenden Beleidigungen, die den Konflikt heraufbeschwören, regelmäßig die passive Rolle bei der Homosexualität behauptet. Im Kampf auf den Bauch zu fallen, sei eine schwere Demütigung, da der Betreffende dabei seinen Hintern dem Angreifer darbiete. Auch die Demütigung des Unterlegenen erfolge häufig auf der sexuellen Ebene, also Kastration oder der „Klámhögg“ (das Abschlagen der Hinterbacken des Unterlegenen). Die aktive Rolle bei der Homosexualität sei dagegen nicht ehrenrührig, es sei denn, der passive Teil ist dem aktiven Teil verwandtschaftlich oder freundschaftlich verbunden. Dann bestehe das Nið nicht in der Handlung selbst, sondern in dem Schimpf, der seinem Verwandten oder Freund angetan wird. Die Grenzüberschreitung der Frau werde dagegen milder beurteilt, wie das Beispiel der Walküre mit ihrem kriegerischen Auftreten zeige. Die Doppeldeutigkeit von Wörtern mit harmloser Bedeutung und sexueller Nebenbedeutung führe dazu, dass auch vordergründig harmlose Sätze zum Nið führen können. Deshalb sei in der Grágás unter der Überschrift „Hier beginnen die Totschlagssachen“ jede Form von Gedichten über einen Menschen bei Strafe verboten. Denn solche Verse waren gut zu behalten und verbreiteten sich schnell.
Beispiele dafür sind unter den Stichwort Neidingswerk geschildert.

### Die Vorzeitsagas (Fornaldarsögur)
Fornaldarsögur (oder „Vorzeitsagas“) spielen hauptsächlich in der Zeit vor der Besiedlung Islands. Sie behandeln meist heroisch-mythische Themen, die Figuren der Sagas sind nicht historisch zu belegen, und die Handlung spielt in einem pseudohistorischen Rahmen.
Meistens werden die Fornaldarsögur in a) Heldensagas, b) Wikingersagas und c) Abenteuersagas eingeteilt.
Die Heldensagas basieren meist auf Motiven aus Heldensagen und sind ab dem 13. und 14. Jahrhundert auch frei erfundene Geschichten. Die Handlung ist überwiegend ernst, und die Heldensagas nehmen meist ein tragisches Ende.
Die Wikingersagas hingegen verlaufen üblicherweise nicht tragisch, sondern beschäftigen sich hauptsächlich mit der Wikingerzeit. Kämpfe, Überfälle und Auseinandersetzungen zwischen Wikingern sind die Hauptmotive dieser Sagas. Im Gegensatz zu den Heldensagas sind manche Inhalte der Wikingersagas durchaus belegbar, wie zum Beispiel geographische Angaben oder einige Personen.

### Die Antikensagas
Die Antikensagas sind relativ freie Übertragungen lateinischer kontinentaler Vorlagen ins Isländische aus dem Ende des 12. bis in die Mitte des 13. Jahrhunderts, Übersetzungsliteratur also. Zu diesen Sagas gehören vor allem die Trójumanna saga (Saga von den Trojanern), die auf eine Vorlage des Dares Phrygius (De excidio Troiae) zurückgeht, die Breta sögur (Sagas von den Briten), eine Übertragung von Geoffrey von Monmouths Historia Regum Britanniae ins Altisländische und die von Brandr Jónsson verfasste Alexanders saga (Die Saga von Alexander), die auf die Alexandreis, ein in lateinischen Hexametern verfasstes Epos von Gualterus de Castellione zurückgeht. Diese Antikensagas dienten der Unterhaltung und der Belehrung über das kontinentaleuropäische Bildungsgut für ein Publikum, das des Lateinischen nicht mächtig war.

## Religiöse und wissenschaftliche Schriften
Wichtiger Vertreter der katholisch geprägten, religiösen altnordischen Literatur war der Skáld Eysteinn Ásgrímsson, der als der Autor des Gedichts Lilja bekannt wurde.